# سمكة العشب الصخرية
سمكة العشب الصخرية (الاسم العلمي: Sebastes rastrelliger) هو نوع من الأسماك في عائلة سبوج المتواجدة في مياه برك المد والجزر، وفي القيعان الصخرية التي تتواجد في شرق المحيط الهادئ. الاسم الشائع لهذه الأسماك هو سمكة العشب الصخرية، وتعرف أيضًا باسم سمك القد الصخري أو المعشبة تعيش هذه الأنواع من الأسماك في المناطق القاعية من البحر وتتغذى على القشريات والأسماك الصغيرة. هذه السمكة هي حيوان مفترس يستعمل أساليب الكمين وتقوم بالانتظار - حيث تختبئ في أماكن عدة مثل الأمكنة التي يتواجد بها طحلب الكلب، أو تختبئ بالصخور والثقوب - حتى تمر الفريسة. لهذه الأسماك ألوان متنوعة، يمكن أن يتنوع لونها بين اللون البني الرملي الملطخ والمرقط، إلى اللون البني-الحمراوي وإلى اللون الأخضر الداكن، ويعتمد ذلك على المكان الذي تتواجد فيه أو البنية التي تتمسك بها ويتعلق ذلك أيضا بنوعية الغذاء الذي تتغذى عليه.

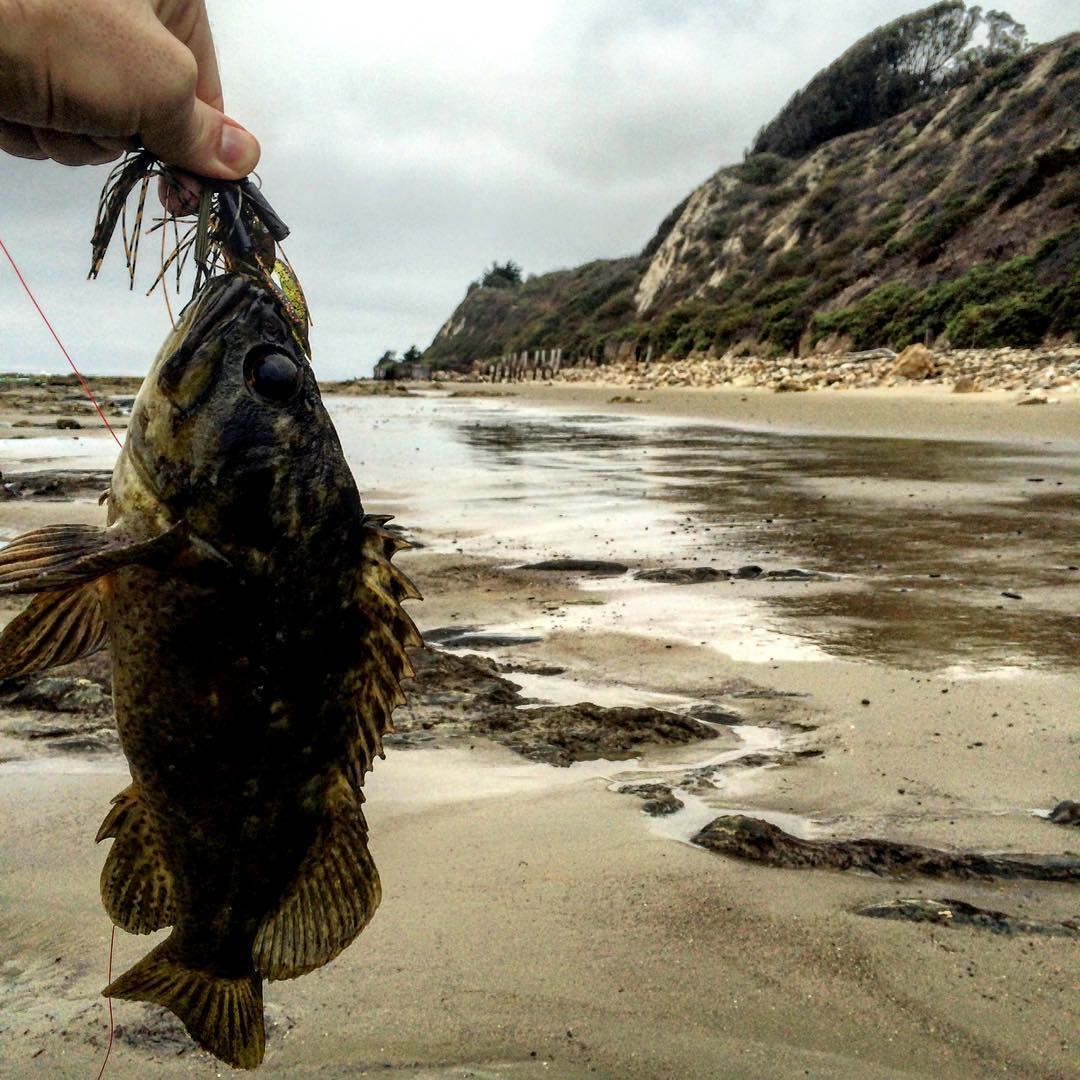
سمكة العشب الصخري (الاسم العلمي : Sebastes rastrelliger)، تم اصطياد هذه السمكة قبالة ساحل جوليتا، كاليفورنيا

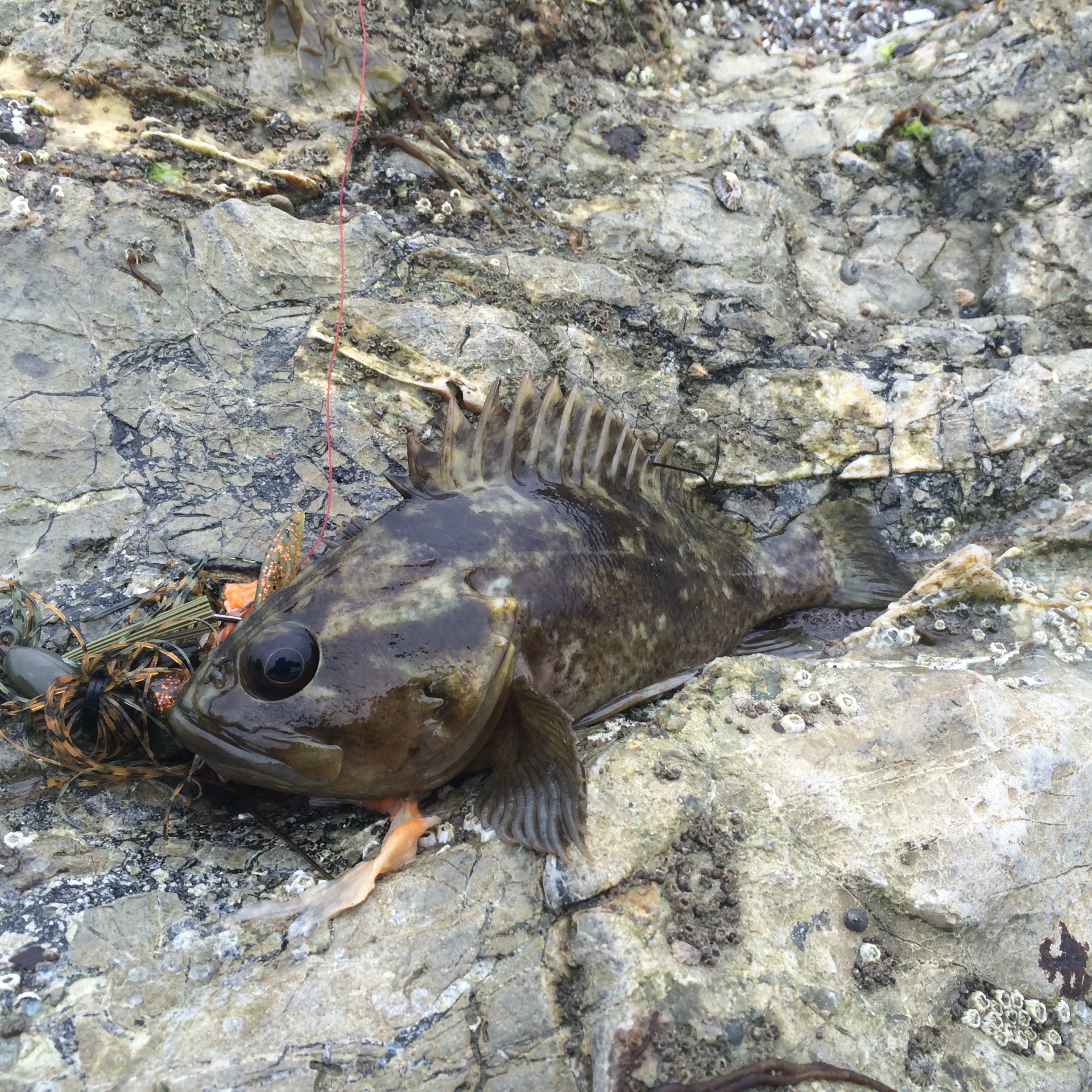
سمكة صغيرة من نوع سمك العشب الصخري